# Herb gminy Tomaszów Lubelski
Herb gminy Tomaszów Lubelski – jeden z symboli gminy Tomaszów Lubelski, ustanowiony 24 maja 2024.

## Wygląd i symbolika
Herb przedstawia na tarczy w polu czerwonym trzy skrzyżowane złote kopie (godło z herbu Jelita), a pod nimi trzy srebrne głazy na zielonej murawie, nawiązujące do głazów narzutowych w Rezerwacie Piekiełko koło Tomaszowa Lubelskiego. 